# Knipolegus poecilurus
Knipolegus poecilurus là một loài chim trong họ Tyrannidae.